# 2006 Polonskaya
2006 Polonskaya eller 1973 SB3 är en asteroid i huvudbältet som upptäcktes den 22 september 1973 av den rysk-sovjetiske astronomen Nikolaj Tjernych vid Krims astrofysiska observatorium på Krim. Den har fått sitt namn efter den ryska astronomen Elene Polonskaya.
Asteroiden har en diameter på ungefär 4 kilometer och den tillhör asteroidgruppen Flora.